# Henri-Louis Favre

Henri-Louis Favre

Henri-Louis Favre (Moutier, 29 november 1920 – Orvin, 6 november 2011) was een Zwitsers politicus.

## Loopbaan
Henri-Louis Favre was lid van de Vrijzinnig Democratische Partij (FDP) en van de Regeringsraad van het kanton Bern. Van 1 juni 1980 tot 31 mei 1981 was hij voorzitter van de Regeringsraad van Bern (dat wil zeggen regeringsleider) van het kanton Bern.